# Bryan Garnica
Bryan Eduardo Garnica Cortéz, noto semplicemente come Bryan Garnica (Ciudad Nezahualcóyotl, 27 maggio 1996), è un calciatore messicano, attaccante del Puebla.

## Caratteristiche tecniche
È un'ala destra.

## Carriera
Cresciuto nel settore giovanile dell'Atlas, ha esordito in prima squadra il 1º ottobre 2015 disputando l'incontro di Primera División pareggiato 1-1 contro il Cruz Azul